# Malbo
Malbo är en kommun i departementet Cantal i regionen Auvergne-Rhône-Alpes i mitten av Frankrike. Kommunen ligger  i kantonen Pierrefort som ligger i arrondissementet Saint-Flour. År 2022 hade Malbo 89 invånare.

## Befolkningsutveckling
Antalet invånare i kommunen Malbo
Referens:INSEE